# Alece FM
A Alece FM é uma emissora de rádio brasileira sediada em Fortaleza, capital do estado do Ceará. Opera no dial FM, na frequência 96,7 MHz. Pertencente ao núcleo de comunicação da Assembleia Legislativa do Ceará, foi inaugurada em 6 de novembro de 2007, sendo a primeira emissora legislativa a operar em FM. A emissora tem programação musical baseada na MPB, além de produções jornalísticas sobre o poder legislativo, realizando as transmissões das sessões plenárias em conjunto com a Alece TV.

## História
Enquanto a presidência do Legislativo Estadual estava a cargo de Marcos Cals, em 2005, foi iniciado o projeto de instalação da emissora, com a construção do departamento que iria abrigar a rádio e a futura TV Assembleia. No entanto, a rádio não iria ser inaugurada naquele ano. Em julho de 2006, o Diário Oficial da União autorizou a concessão para a operação da emissora. Na época, estava sendo planejada uma cadeia de rádios no interior para a retransmissão dos programas que iriam ser produzidos na capital. A primeira data confirmada para sua inauguração foi o mês de novembro e que a rádio iria funcionar num raio de 200 quilômetros a partir de Fortaleza, através de um transmissor de 10 quilowatts.
A Rádio FM Assembleia entrou no ar, em caráter experimental, em 6 de novembro de 2007. A jornalista Fátima Abreu, que trabalhou nos primeiros anos da AM do Povo, foi integrada ao projeto, obtendo o cargo de diretora geral. Ao desenvolver a programação, prometeu "linguagem simples e objetiva". A equipe inicial contava com Narcélio Limaverde, Ronaldo César, Geraldo Oliveira, Simone Silva, Carlos Silva, Renato Abreu e Robério Lessa. A coordenação de programação ficou a cargo de Eugênio Stone. A inauguração oficial ocorreu em 13 de novembro de 2007, em Sessão Solene comandada pelo então presidente Domingos Filho. 
Inicialmente, a emissora reservava espaço na programação para a exibição de produções da Rádio Senado, que durou até a estreia de sua frequência própria, em 2010. No primeiro aniversário, homenageou o radialista Narcélio Limaverde por seus 55 anos de atividade no ramo. Em fevereiro de 2010, foram entregues obras de ampliação em suas instalações.
Foi premiada duas vezes com o Prêmio Gandhi de Comunicação, realizado pela Agência da Boa Notícia. Em outubro de 2014, venceu a categoria Radiojornalismo com a série de reportagens "O Direito de Ser Criança". Em novembro de 2015, ganhou novamente com a matéria "Para Cultivar Margaridas".
Em 1 de agosto de 2024 a ALECE efetivou a mudança dos nomes da Rádio FM Assembleia e TV Assembleia para Alece TV e Alece FM, respectivamente, numa transição que foi resultado da adoção da sigla pelo parlamento em 2022.